# Пловпут
Дирекција за водне путеве (Пловпут) је посебна организација Владе Републике Србије, надлежна за одржавање и развој унутрашњих пловних путева у Републици Србији на којима важе међународни и међудржавни режими пловидбе (реке Дунав, Сава и Тиса).

## Историјат
Пловпут је основан 1963. године, под називом Савезна јавна установа за одржавање и развој унутрашњих пловних путева. Током претходних готово пола века, Пловпут је реализовао преко 500 пројеката у домену управљања пловним путевима. Данас, Пловпут има 101 запосленог.

## Надлежности
Надлежности Пловпута дефинисане су Законом о пловидби и лукама на унутрашњим водама (октобар 2010). Основне активности којима се Пловпут бави обухватају:
- хидрографска мерења
- пројектовање
- обележавање пловних путева
- хидротехничке радове
- развој речних информационих сервиса (РИС)
- издавање пројектних услова, мишљења и сагласности.

## Међународне активности
Пловпут је активан и на међународном плану. Наши стручњаци учествују у раду релевантних међународних организација које се баве унутрашњим пловним путевима (Дунавска комисија, Међународна комисија за слив реке Саве, UNECE – група за унутрашњи водни транспорт, PIANC, Међународна хидрографска организација, GIS forum Dunav). Пловпут је партнер на међународним пројектима финансираним од стране ЕУ, на којима сарађује са другим дунавским администрацијама, стварајући стратешка партнерства.